# 蔡興宗
蔡興宗（415年—472年9月26日），字興宗，濟陽郡考城縣人。南朝宋時期官員，為祠部尚書蔡廓之子。蔡興宗歷仕宋文帝至宋後廢帝五朝，並為宋明帝遺命的五位顧命大臣之一。

## 生平

### 幼有異行
蔡興宗年尚幼時就得父親蔡廓看重，認為有自己的風範，故以興宗為名及字。興宗十歲時喪父，表現出的傷心亦不像平常小孩那樣。昔日蔡廓離任豫章太守後建了兩座屋宅，東宅先造好，就給了哥哥蔡軌，另一宅卻到蔡廓去世還未建成，蔡軌自長沙回來，就給興宗一家五十萬錢補償屋宅的價值，不過興宗卻對母親說：「一家人一直豐儉與共，今天這些錢不該收呀。」母親感高興並聽從，而蔡軌就對兒子感嘆自己還不及小孩好。但不久興宗的母親也去世了。

### 為故冒諱
蔡興宗年少好學，以學問及品德見稱，最初就任彭城王劉義康的司徒行參軍，後歷太子舍人、南平王冠軍參軍、武昌太守、太子洗馬、義陽王友、中書侍郎等職。時中書令建平王劉宏及侍中王僧綽都與興宗親厚交好。元嘉三十年（453年），太子劉劭弒父奪位，及後因發現王僧綽參與文帝廢太子的圖謀而將之誅殺，王僧綽親好故友怯於劉劭之威不敢前去喪禮，惟興宗有去。劉劭後讓其任司空何尚之的長史和太子中庶子。
宋孝武帝討平劉劭後登位，復興宗本職中書侍郎，轉臨海太守，又歷黃門郎、太子中庶子、游擊將軍、尚書吏部郎等職。當吏部郎時尚書何偃因病無法辦公，孝武帝於是對興宗說：「你熟悉分辨人們清濁，現在交給你選舉之任，你就安心接受吧，不要推讓了。」後轉司徒左長史，又再為太子中庶子，領前軍將軍，後又轉侍中。興宗每次都直言得失，說話無所顧忌，故令孝武帝有所不快。大明三年（459年），竟陵王劉誕於廣陵起兵失敗被殺，朝廷以興宗奉旨慰勞當地，南兗州別駕范義在變亂中於城內被殺，因為興宗與其交好，故興宗到後親自殯殮他，還喪至其豫章舊墓。不過孝武帝聽聞此事後相當不滿。廬陵內史周朗因正言而獲罪，要被放到偏遠的寧州，親戚故友都不敢去送，但當值中的興宗竟心急地請求去送周朗，這更令孝武帝憤怒不已，以其多日托病為由讓其白衣領職，後更貶他為司空沈慶之的長史，行兗州事，後轉廷尉卿。

### 銓衡所寄
興宗及後轉任東陽太守，本將轉任安陸王劉子綏的後軍長史、領江夏內史，行郢州事，但未拜官就獲徵還入朝，留在朝內當左民尚書，不久更轉掌吏部，為吏部尚書。孝武帝在位後期辦大量奢華宴會，並常虐侮群臣，自太宰江夏王劉義恭起眾官都曾遭皇帝戲辱，惟興宗以端莊正直而讓孝武帝不敢對其無禮。大明八年（464年），孝武帝死，太子劉子業即位，即宋前廢帝。當時興宗向劉義恭表示新君即位需要策文，並以昔日宋少帝以太子身份即位時亦有策文作理據，然而劉義恭堅持認為儲君即位無需外加策命，不聽。即位時，興宗奉璽綬予新君，但見前廢帝對新喪父親並無任何哀傷的表現，神情自若，故在出宮後對親信以魯昭公即位時有喜色，終導致與臣下失和相攻的「鬥雞之變」，叔孫昭子欲救魯昭公不果而自禱求死的故事表示國家將有大禍。當時太宰劉義恭受遺詔輔政，並加錄尚書事，但他卻想迴避事務，主要政事都由孝武帝寵臣越騎校尉戴法興及中書舍人巢尚之掌握。身為吏部尚書的興宗作為選拔人才的官員，在朝上就多次陳述想要招引賢士入朝之意，又進言指出朝政得失，議論朝事。怕事的劉義恭一直奉承戴法興等，深怕得失他們，每聽到興宗的發言都膽戰心驚，無計可施。時朝廷將孝武帝晚年訂立的大量法規不論是非一概廢置，興宗並不認同此種行為，曾對尚書僕射顏師伯表示反對，但對方沒有聽從他。興宗又見自已上表的選任人才名單都會被戴法興和巢尚之隨意刪改，僅保留極少其原有的選任內容，故以有人胡亂干涉機密的選舉事務向劉義恭及顏師伯表示不滿；興宗又圖給官員選到合適的位置，因而多次為選舉問題和劉義恭等爭論。最終讓劉義恭、戴法興等討厭他，外調他到吳郡當太守。興宗辭讓職位後令劉義恭更為憤怒，改調他任新安王劉子鸞的撫軍司馬、輔國將軍、南東海太守、行南徐州事。但興宗又自求益州，盛怒的劉義恭遂上奏彈劾興宗，最終令其貶到屬交州的新昌郡當太守，此一調遷令朝廷中人都嗟嘆驚駭。

### 先見之明
永光元年（465年），戴法興被前廢帝賜死，不久劉義恭與柳元景、顏師伯等人皆因密謀廢帝而被處死，興宗遂再獲任用，當臨海王劉子頊的前軍長史、輔國將軍、南郡太守、行荊州事，但興宗沒有起行。興宗外甥袁顗當時任雍州刺史，力勸舅舅上任，說：「現在人人都知道朝廷形勢如何，在內的大臣人人都朝不保夕。舅舅今天出居陝西，行八州之事，而我就在襄水、沔水之間，地利優勢且兵力強盛，離江陵很近，通訊容易。若果朝廷中有事，我們可以一起建立像齊桓公、晉文公那樣的功勳，難道這也和現在受制於凶狂之人，不知禍難何時來到的日子一樣麼？現在不離開虎口，而守在這兒，日後想再出也不能了。」不過興宗答：「我是因門第而進仕，和主上疏遠，未會有危險。宮省內外人人自危，是會有變亂發生。但若果內難被平定，跟著的外亂就未必可知了。你想在外面求存，我想在內免禍，大家走自己的路，不是很好嗎？」昔日袁顗外任雍州，興宗亦曾以星象勸其不要去，但袁顗亦一心以外任逃避朝內危機，故此就上任。而其時建康有很多人都以離開以期逃避禍亂，最終卻在義嘉之難的戰亂中遭受嚴重打擊。興宗及後再度當上吏部尚書，時太尉沈慶之雖然一手揭發劉義恭等人的圖謀而獲前廢帝嘉獎，然而其屢次正直進諫和廢帝日漸凶暴令他很不心安，故特別不通賓客以圖避禍。興宗藉一次沈慶之派范羨前來的機會傳話，請求見面，二人相見後興宗就請沈慶之自憑聲望和實力起事廢帝，挽救社稷。然而沈慶之不肯舉事，並聲言當「抱忠以沒」，最終沈慶之遭前廢帝賜死。另一方面，領軍將軍王玄謨亦有威名，當時有他已遭誅殺的流言，王玄謨亦心不自安，興宗就藉王玄謨親信包法興傳話，要王玄謨以時在宮中中堂守衛的三千舊部曲起事，但王玄謨聽後以事難而拒絕實行。興宗又曾試圖邀請得到前廢帝寵信，掌管禁軍的右衛將軍劉道隆，然而劉道隆知興宗所圖，於是請其不要多言。不過，前廢帝當時毆打群臣，連同前廢帝叔父建安王劉休仁等諸王都遭折辱，唯獨興宗得免於屈辱。
景和元年（465年），前廢帝被與湘東王劉彧等人勾結的壽寂之刺殺，眾人擁立劉彧，隨後即位為帝，即宋明帝。不過，其時全國大部分地方都支持先起兵的江州刺史劉子勛，包括興宗外甥袁顗，建康朝廷所控只有丹陽、淮南幾郡而已，且兵刃亦將至。面對如此不利情形，明帝召集群臣以謀對策，興宗提出「鎮之以靜，以至信待人」之策，建議不要誅殺起兵反對明帝者留在建康的家屬，表明罪不相及，待人情安定後才能讓軍隊有戰意出討。明帝就以興宗為尚書右僕射，領衛尉及兗州大中正。其時豫州刺史殷琰亦加入劉子勛一方，明帝又向興宗表示擔心，然而興宗則以「商旅斷絕而米甚豐賤，四方雲合而人情更安」而表示事情必定成功，但憂心平定亂事後，如羊祜憂滅吳後事。時褚淵亦在，以手板擊打興宗，但興宗仍然直說不已。泰始二年（466年）八月，江州治所尋陽陷落，劉子勛被殺，敵方勢力大致平定，朝廷以功封興宗為樂安縣開國伯，食邑三百戶。不過，袁顗在期間戰死，首級被送到建康，興宗隨同登南掖門樓觀看，興宗看得流下淚來，引來明帝不快。
尋陽雖定，但殷琰所據的壽陽仍未下，劉勔等軍仍然在圍城。明帝此時命令中書代為作詔去勸降殷琰，興宗建議明帝親手寫詔撫慰殷琰以利招降，為讓中書寫詔會令對方質疑，無助於快速解決壽陽問題。然而明帝不聽，殷琰獲詔後亦果然認為是作假，不敢降，令壽陽一直至泰始二年十二月才降。另外，尋陽失陷的消息傳開後，各州相繼遣使歸降建康朝廷，其中包括徐州刺史薛安都。不過，明帝意欲示威淮外，故意派了張永及沈攸之率重兵迎降，興宗就說：「薛安都使歸順，這份誠意不是虛假的。現在應該以和撫慰，在當地就令其安心，只需要一位使者以及一封詔書而已。若果用重兵迎降，勢將令他疑慮恐懼，或者更會招引北方胡虜，引來不能預計的禍患。叛臣罪重，誅戮必然，那最近作出的寬恕的也算得上寬弘了。何況薛安都在外據有強地，緊接邊界，考慮到國家就更應馴養他。如果他因而叛變，那會造成極大憂慮。彭城險要堅固，兵強將勇，圍困已難，更不能攻下，這有關疆土戰事的問題，應該多作考慮，臣為對此朝廷憂心呀。」不過明帝沒聽從。薛安都知大軍壓境就怕不獲赦罪，於是自守並寫信請北魏支援。魏軍援至，張永攻城失敗引退，但被魏軍所攻，最終大敗而倉皇撤退。當時正值泰始三年（467年）年初，仍然是寒雪天氣，張永敗軍因河水結冰棄舟步行，因魏軍追擊而在呂梁以東再敗，死了數萬人，而剩下的士兵也有很多因天冷凍死，張永自己也凍壞了腳趾，第四子亦亡，大量軍需物資以及淮北四州都落入北魏之手。明帝收到張永戰敗的戰報時在乾明殿，先召見司徒建安王劉休仁，後又召興宗。他對劉休仁說：「吾慚蔡僕射。」又對興宗展示戰報，說：「我愧卿。」

### 整治會稽
泰始三年（467年），興宗出任使持節、都督郢州諸軍事、安西將軍、郢州刺史。但因屢次向尚書請以何始真為其諮議參軍而惹怒明帝，被貶號平西將軍。不久又復號。三年後，興宗轉任鎮東將軍、會稽太守，加散騎常侍。不久再獲領兵置佐，加都督會稽東陽新安永嘉臨海五郡諸軍事。當時會稽郡內豪族橫行，並不遵守朝廷律法，又有一半宮省中得寵官員在郡中擅自封劃山嶺湖澤，妨礙民眾。興宗到郡後都一概懲治這些罪行。會稽郡地方富裕，民豐物阜，故吸引王公大臣和他們的妃及公主在那建宅居住，故引發起不少困擾人民的事件，大量王公子弟在那成長居住亦造成治理問題，故興宗提議將這些居住點一概罷省。另又提出免去當地諸逋債及解散雜役，都得批准。興宗亦在當地重啟辦荒廢已久的傳統三吳鄉射禮，將整個禮儀重現。

### 顧命大臣
泰豫元年四月己亥（472年5月10日），明帝去世。臨終前遺詔興宗與尚書令袁粲、尚書右僕射褚淵、中領軍劉勔及鎮軍將軍沈攸之同受顧命，以興宗為使持節、都督荊湘雍益寧南北秦八州諸軍事、征西將軍、開府儀同三司、荊州刺史，仍加散騎常侍。不久興宗被徵還都。當時右軍將軍王道隆掌握朝政，權力很重，見興宗剛正不阿，不想他據領有重兵的荊州上流要地，於是改以其為中書監、左光祿大夫，開府儀同三司，加散騎常侍。然而興宗辭讓不拜。八月戊午日（9月26日），蔡興宗去世，享年五十八歲。興宗遺令薄葬，又奏還樂安縣伯的封爵，朝廷在其子蔡景玄的堅持下准許。

## 性格特徵
- 興宗雙親雖然在興宗還很年輕時就去世了，但他自幼已有節操，尊奉宗姑寡嫂以及養育孤弱侄兒的事都在當世流傳。太子左衛率王錫與其弟王僧達不和，王錫妻范氏寫信詰難王僧達：「昔謝太傅奉嫂王夫人如慈母，今蔡興宗亦有恭和之稱。」可見其事已在士族中流傳。
- 興宗亦重故情，其妻劉氏早死，留下一女，而外甥袁覬妻生下袁彖後亦去世了，這一子一女都交由袁覬母親，亦即興宗的姊姊蔡氏撫養。由於他們年紀相約，蔡氏故想讓兩人成婚，每次見興宗都會說此事。後來孝武帝下詔讓興宗的女兒嫁給南平王劉敬猷，興宗嘗試阻止但孝武帝不肯收回成命，最終只能接受；袁彖亦因而另娶他人。袁覬一家後來因袁顗事而被廢徙，興宗的女兒亦因劉敬猷被前廢帝所殺而守寡。當時各高門都向興宗提親，宋明帝亦命令興宗將女兒改嫁謝氏，但興宗這次堅持要將女嫁給袁彖，還姊姊心願。吳興人丘珍孫曾經出言侵犯興宗，但興宗卻因才能和丘珍孫的兒子丘景先交好。後丘景先到鄱陽郡任官，在義嘉之難中於竟陵被殺，家中女弱流落夏口。興宗任郢州刺史時就去哭丘景先之死，並還其家眷及靈柩回吳興。父親蔡廓與北地傅氏的傅隆交好，興宗亦對這位父親故友禮敬。
- 興宗為人疾惡揚善，一次一個叫孫敬玉的人和興宗的一個侍女私通，被擒後興宗下令施杖刑，但孫敬玉一點也不怕。興宗見其應對特別就下令鬆綁並試試他的才能，最終發現他文才很好，於是將那個侍女許配給他，並為他們建屋居住。孫敬玉最終官至尚書右丞。
- 出身寒門的王道隆在明帝死後掌握朝權，但此時見門第出身的興宗還是恭敬地前行，並不敢自行坐下，一直等了很久才走，興宗期間並沒有邀請王道隆坐下。同類事情在五十年內發生過三次，其餘兩次是中書舍人秋當見琅邪王氏的太子詹事王曇首[15]，以及中書舍人徐爰見同樣是琅邪王氏的王球[16]。

## 子女
- 蔡景玄，名順，字景玄，興宗子，官至太尉從事中郎。
- 蔡約，蔡順弟，娶宋孝武帝女安吉公主，在南齊官至太子詹事。
- 蔡寅，蔡撙第四兄。
- 蔡撙，蔡約弟，官至南梁中書令。
- 蔡氏，興宗女，嫁袁彖。
- 蔡氏，蕭幾母。

## 延伸阅读
[在维基数据编辑]
 《宋書·卷57》，出自沈约《宋书》